# Budaors Clay Court Championships 2005
Il Budaors Clay Court Championships 2005 è stato un torneo di tennis facente parte della categoria ATP Challenger Series nell'ambito dell'ATP Challenger Series 2005. Il torneo si è giocato a Budaörs in Ungheria dal 4 al 9 luglio 2005 su campi in terra rossa.

## Vincitori

### Singolare
Boris Pašanski ha battuto in finale  Vasilīs Mazarakīs con il punteggio di 6–3, 6–2

### Doppio
Amir Hadad /  Harel Levy hanno battuto in finale  Adam Chadaj /  Stéphane Robert con il punteggio di 6–4, 6(7)–7, 6–3